# 巴勒斯坦土地法
巴勒斯坦土地法是巴勒斯坦自治政府規管土地擁有權的法律，目前僅適用於約旦河西岸的巴勒斯坦自治區域。這些法律禁止巴勒斯坦人將任何巴勒斯坦人擁有的土地售予「居住在以色列或代表以色列行事的任何以色列籍個人或法團」，以「阻止道德、政治及安全腐敗的蔓延」。這些法律最初是在約旦佔領西岸時期制定的，在約旦放棄西岸後仍保留。向以色列出售土地的巴勒斯坦人可能會被判處死刑，但很少執行；死刑的執行須得到巴勒斯坦自治政府主席核准。
約旦河西岸地區約三分之二的土地沒有明確的擁有權，故在法律上屬於歸屬不明的土地。這是因為在鄂圖曼帝國時期，當局將土地免費分配予臣民，旨在徵收土地使用稅；當地阿拉伯佃戶習慣私下劃分土地，對土地確切所屬沒有概念，亦不明白土地租賃與擁有權之間的分別。

## 歷史

### 鄂圖曼帝國時期
直到鄂圖曼帝國末期，巴勒斯坦地區（以色列地）只有約5%的土地註冊在案。鄂圖曼當局只註冊私人土地，未有明確界定官地。當地的土地註冊工作亦因鄂圖曼地方官普遍腐敗飽受困擾。1913年之前，該地區的大部分土地歸鄂圖曼當局及私人擁有。1913至1918年，土地擁有人須為具有鄂圖曼公民身份的私人或鄂圖曼籍法律實體。
鄂圖曼帝國在該地區的土地註冊存在諸多缺陷，其中最主要的是以口頭描述界定地塊邊界，而沒有精確的測量及繪圖。由於缺乏擁有人及及邊界的正式歷史記錄，無法保證所發生交易的準確性。這種情況令欺詐行為有機可乘，例如冒充土地擁有人將土地出售予第三方，以及擁有人將土地同時售予多人。
當地阿拉伯居民為避免繳稅及避免服役通常不願註冊土地，有時會以虛構身份註冊土地，有時故意錯誤地註冊土地面積及邊界。因此，該地區很大一部分土地是共同擁有。

### 英國託管時期
到英國託管末期，猶太及撒馬利亞地區（今約旦河西岸）土地註冊的狀況仍與鄂圖曼時期相同。當時土地擁有權及交易尚未正規化，無從確認真實性。許多農業用地仍屬於共同擁有。
1940至1948年間，土地只能轉讓予託管地的阿拉伯居民，特殊情況除外。該限制在1948年英國託管期結束後取消。

### 約旦佔領時期
英國託管及第一次中東戰爭結束後，猶太及撒馬利亞地區落入約旦的控制之下，後被其正式吞併，成為該國西岸地區。
根據約旦刑法，任何「向敵國或其子民轉讓、出租或出售土地」的人都須處以苦役。

### 巴勒斯坦自治政府時期
1967年，以色列在六日戰爭中從約旦手中收復了猶太及撒馬利亞地區。根據《奧斯陸協議》，以色列將約旦河西岸A區及B區的政權移交予巴勒斯坦自治政府，而C區仍由以色列民政管理部門負責。在巴勒斯坦自治區域，先前約旦制定的土地法律基本上保留不變。
2009年4月下旬，巴勒斯坦軍事法庭以叛國罪判處一名男子絞刑。該男子曾將其部分土地售予以色列人。
2012年6月，巴勒斯坦退休官員奧薩馬·侯賽因·曼蘇爾被巴勒斯坦自治政府逮捕，被控與以色列人進行土地交易，並於7月羈留期間墜樓身亡。其妻認為他是遭法外處決，因前幾日兩人見面時丈夫精神狀況良好。
2014年，巴勒斯坦自治政府主席馬哈茂德·阿巴斯發出行政命令，修訂土地刑事法例，加重了對向「敵對國家及其公民」出售土地的懲罰，使得出售、出租乃至地產代理皆可處以苦役直至終身監禁。

## 外部連結
- Acquisition of land in Palestine （页面存档备份，存于）. CEIRPP, January 1980